# Evangelische Kirche Haarzopf

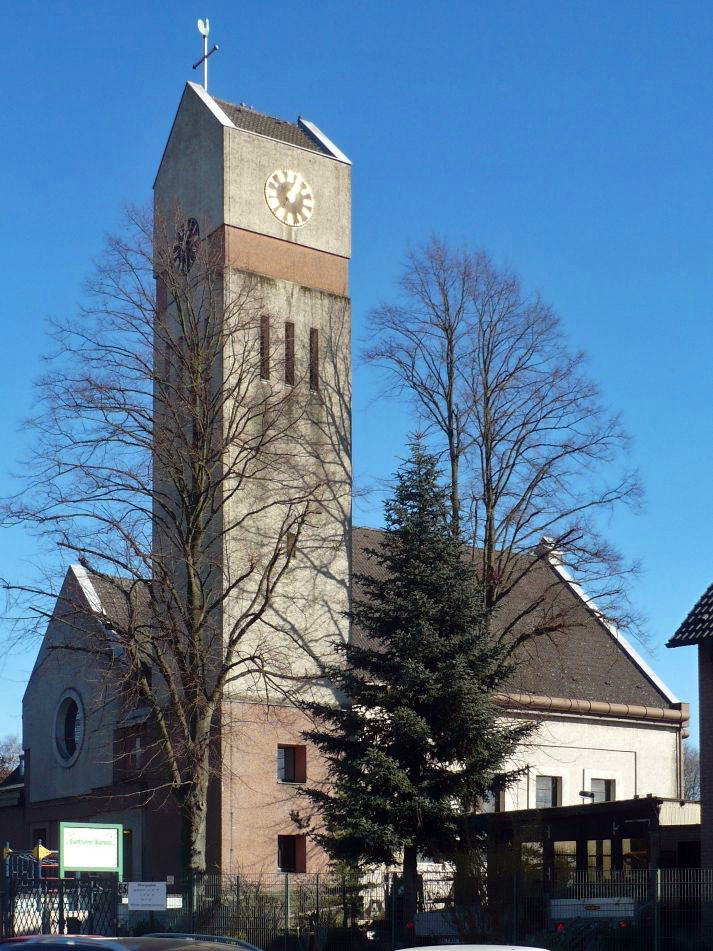
Evangelische Kirche Haarzopf, 2008

Die Evangelische Kirche Haarzopf im südwestlichen Essener Stadtteil Haarzopf ist ein Kirchengebäude, das seit 1996 unter Denkmalschutz steht. Die Kirche wurde 1913 nach Plänen des Düsseldorfer Architekten Max Benirschke errichtet und ist Gemeindekirche der Evangelischen Gemeinde Haarzopf, die dem Kirchenkreis Essen der Evangelischen Kirche im Rheinland angehört.

## Geschichte
Nachdem die Bevölkerung durch Einwanderung von Arbeitern für den aufstrebenden Steinkohlenbergbau und damit verbundene Industrien im heutigen Essener Raum deutlich anstieg, richtete die etwa 16 Kilometer entfernte Evangelische Gemeinde Kettwig für Haarzopf einen Hilfspredigerbezirk ein, so dass Gottesdienste zunächst in einem Schulraum stattfanden. Erster Pfarrer der neugebildeten evangelischen Gemeinde Haarzopf war zwischen 1904 und 1945 der in Dinslaken geborene Alfred Neuse (1875–1969). 1910 trennte sich die Gemeinde Haarzopf von der Muttergemeinde in Kettwig, was zur Einrichtung einer eigenen Pfarrstelle führte.  Sofort begann man bei mehreren Architekten Pläne zum Bau einer Kirche mit Pfarrhaus in Auftrag zu geben, die im August 1910 dem Leiter des Provinzialkirchlichen Bauamtes, August Senz, zur Begutachtung vorlagen. Seinem Gutachten folgte die Gemeindevertretung jedoch nicht und entschied sich nach einer Überarbeitung für den Entwurf Theos von Max Benirschke.
Dieser Entwurf aus dem Jahr 1910 zum Bau einer Dorf- und Friedhofskirche auf nahezu quadratischem Grundriss vom Architekten Max Benirschke wurde ab 1912 umgesetzt. Es folgte die Grundsteinlegung am 30. Juni 1912. Die Einweihung der etwa 300 Sitzplätze bietenden Kirche fand am 15. Juni 1913 statt. Die Kirche erhielt vier Fensterachsen und ein Satteldach. An ihrer Südwestecke lehnt der Seitenturm. Zwischen der Kirche und dem benachbarten Pfarrhaus ist das Tor zum Friedhof. Äußerlich bot das Kirchengebäude ein farblich avantgardistisches Erscheinungsbild.
Im Zweiten Weltkrieg 1944 erlitt das Kirchengebäude erhebliche Kriegsschäden, was beim Wiederaufbau einige Veränderungen nach sich zog.
Am 25. April 1996 wurde das Kirchengebäude in die Denkmalliste der Stadt Essen eingetragen. Sie ist seit der letzten Sanierung 2017 als verlässlich geöffnete Kirche zertifiziert.

### Sanierungen
Nach dem Krieg war die Kirche zunächst weiß gestrichen worden. In den 1980er Jahren sollte sie ihr ursprünglich farbiges Aussehen wiedererlangen und wurde daher mit Latexfarben gestrichen, was nicht die erforderliche Qualität und farbliche Abweichungen mit sich brachte.
Zum 100-jährigen Bestehen im Jahr 2013 sollte das Gebäude seine ursprüngliche Farbgebung mithilfe mineralischer Farben zurückerhalten. Dabei fielen Risse im Mauerwerk auf, die nach statischer Überprüfung im Sommer 2012 zur sofortigen Schließung der Kirche wegen Einsturzgefahr führten. Die das tonnenartige Gewölbe haltenden Holzleimbinder waren insgesamt marode und die Seitenwände des Gebäudes waren bereits nach außen gewölbt. Nach etwa einjähriger Überlegung der Gemeinde entschloss man sich für eine Grundsanierung. Ein Abriss schied deshalb aus, da man sonst für den Friedhof eine Kapelle hätte errichten müssen, was finanziell einer Sanierung der Kirche gleichkam. Zu dieser kamen 160.000 Euro an privaten Spenden zusammen.
Seit März 2017 finden wieder regelmäßige Gottesdienste in der Kirche statt. Im Juni 2017 wurde die 1,2 Millionen Euro teure Grundsanierung der Kirche endgültig abgeschlossen, so dass Wiedereinweihungsgottesdienste am 1. und 2. Juli des Jahres stattfanden. Es soll noch eine Instandsetzung der Turmuhr und des Geläuts in einem Umfang von etwa 70.000 Euro folgen.

## Ausstattung
Der ebenerdige Innenraum ist ein fast quadratischer Saal mit Wandpfeilern mit eingezogenem Rechteckchor. Die Kanzel befindet sich seitlich am Übergang von Chor und Gemeinderaum und wird von einem übergroßen Schalldeckel gedeckt. Ein zentrales Eingangsportal fehlt. Der Haupteingang befindet sich seitlich, dennoch führt ein Mittelgang durch gerade Querbänke auf den Altar im Chorraum zu. Ein Konfirmandensaal kann bei Bedarf zum Kirchenraum hin geöffnet werden.
Die Kirchenfenster sind aus Antikglas und in Blei gefasst. Sie stammen vom Architekten Max Benirschke und sind noch im Original vorhanden.
Die Orgel befindet sich in einem hohen blau gefärbten Bogen auf der Sängerempore im Vorbau zum Kirchenraum. Sie ist aus den Jahren 1912/1913 und stammt vom Schwelmer Orgelbauer Paul Faust.